# Wouldham
Wouldham es una parroquia civil y un pueblo del distrito de Tonbridge and Malling, en el condado de Kent (Inglaterra).

## Geografía
Según la Oficina Nacional de Estadística británica, Wouldham tiene una superficie de 6,98 km².

## Demografía
Según el censo de 2001, Wouldham tenía 957 habitantes (49,11% varones, 50,89% mujeres) y una densidad de población de 137,11 hab/km². El 23,09% eran menores de 16 años, el 71,16% tenían entre 16 y 74 y el 5,75% eran mayores de 74. La media de edad era de 37,09 años. Del total de habitantes con 16 o más años, el 30,3% estaban solteros, el 52,04% casados y el 17,66% divorciados o viudos.
El 95,41% de los habitantes eran originarios del Reino Unido. El resto de países europeos englobaban al 1,67% de la población, mientras que el 2,92% había nacido en cualquier otro lugar. Según su grupo étnico, el 98,74% eran blancos, el 0,63% mestizos y el 0,63% asiáticos. El cristianismo era profesado por el 73,7%, el judaísmo por el 0,31%, el islam por el 0,31%, el sijismo por el 0,63% y cualquier otra religión, salvo el budismo y el hinduismo, por el 0,63%. El 15,14% no eran religiosos y el 9,29% no marcaron ninguna opción en el censo.
483 habitantes eran económicamente activos, 458 de ellos (94,82%) empleados y 25 (5,18%) desempleados. Había 388 hogares con residentes, 23 vacíos y 0 eran alojamientos vacacionales o segundas residencias.